# Швайківська сільська рада (Бердичівський район)
Швайківська сільська рада — орган місцевого самоврядування Швайківської сільської територіальної громади Бердичівського району Житомирської області з розміщенням у с. Швайківка.

## Склад ради

### VIII скликання
Рада складається з 22 депутатів та голови.
25 жовтня 2020 року, на чергових місцевих виборах, було обрано 22 депутати ради, з них (за суб'єктами висування): самовисування — 8, «Слуга народу» — 6, Всеукраїнське об'єднання «Батьківщина» — 4 та «Наш край» — 1.
Головою громади обрали позапартійного висуванця Всеукраїнського об'єднання «Батьківщина» Габріела Мкртчяна, директора агропідприємства з с. Райки.

### Перший склад ради громади (2018р.)
Перші вибори ради та голови громади відбулись 23 грудня 2018 року. Було обрано 22 депутати ради, серед яких (за суб'єктами висування) 13 — Всеукраїнське об'єднання «Батьківщина» та 9 самовисуванців.
Головою громади обрали члена БПП «Солідарність», самовисуванця Тараса Яригіна, тодішнього Швайківського сільського голову.

### Керівний склад сільської ради
| ПІБ                           | Основні відомості                                                            | Суб'єкт висування                      | Дата обрання | Дата звільнення |
| ----------------------------- | ---------------------------------------------------------------------------- | -------------------------------------- | ------------ | --------------- |
| Дух Тетяна Степанівна         | Сільський голова, 1959 року народження, освіта, позапартійна                 |                                        | 26.03.2006   | 31.10.2010      |
| Сідоренко Сергій Анатолійович | Сільський голова, 1968 року народження, освіта вища, безпартійний            |                                        | 31.10.2010   | 25.10.2015      |
| Сідоренко Сергій Анатолійович | Сільський голова, 1968 року народження, освіта вища, безпартійний            | Самовисування                          | 25.10.2015   | 21.10.2016      |
| Яригін Тарас Петрович         | Сільський голова, 1993 року народження, освіта вища, член БПП «Солідарність» | Самовисування                          | 23.12.2018   | 25.10.2020      |
| Мкртчян Габріел Карленович    | Сільський голова, 1967 року народження, освіта вища, безпартійний            | Всеукраїнське об'єднання «Батьківщина» | 25.10.2020   |                 |

Примітка: таблиця складена за даними джерела

## Історія
Створена 1923 року в складі сіл Катеринівка та Швайківка П'ятківської волості Житомирського повіту Волинської губернії. 4 вересня 1928 року в с. Катеринівка створено окрему Катеринівську сільську раду Бердичівського району.
Станом на 1 вересня 1946 року сільська рада входила до складу Бердичівського району Житомирської області, на обліку в раді перебувало с. Швайківка.
5 липня 1965 року, відповідно до рішення Житомирського облвиконкому № 403 «Про зміни в адміністративно-територіальному поділі Бердичівського, Дзержинського, Любарського, Новоград-Волинського і Радомишльського районів та про об'єднання окремих населених пунктів області», підпорядковано с. Райки ліквідованої Райківської сільської ради Бердичівського району.
На 1 січня 1972 року сільська рада входила до складу Бердичівського району Житомирської області, на обліку в раді перебували села Райки та Швайківка.
12 серпня 1974 року, відповідно до рішення Житомирського облвиконкому № 342 «Про зміни в адміністративно-територіальному поділі окремих районів області в зв'язку з укрупненням колгоспів», підпорядковано с. Катеринівка ліквідованої Катеринівської сільської ради Бердичівського району. 26 червня 1992 року, відповідно до рішення Житомирської обласної ради «Про внесення змін в адміністративно-територіальний устрій окремих районів», с. Райки передане до складу відновленої Райківської сільської ради Бердичівського району.
13 серпня 2018 року територію та населені пункти ради включено до складу новоутвореної Швайківської сільської територіальної громади Бердичівського району Житомирської області.
Входила до складу Троянівського (7.03.1923 р.) і Бердичівського (17.06.1925 р., 28.06.1939 р.) районів та Бердичівської міської ради (15.09.1930 р.).

### Населення
Кількість населення ради станом на 1923 рік становила 2 196 осіб, кількість дворів — 508.
Відповідно до перепису населення СРСР, станом на 17 грудня 1926 року, чисельність населення ради становила 2 360 осіб, з них за статтю: чоловіків — 1 165, жінок — 1 195, етнічний склад: українців — 2 335, росіян — 6, євреїв — 7, інших — 12. Кількість господарств — 511, з них несільського типу — 7.
Відповідно до результатів перепису населення СРСР, кількість населення ради станом на 12 січня 1989 року становила 1 337 осіб.
Станом на 5 грудня 2001 року, відповідно до перепису населення України, кількість мешканців сільської ради становила 1 159 осіб.

#### Мова
Розподіл населення за рідною мовою за даними перепису 2001 року:
| Мова       | Відсоток |
| ---------- | -------- |
| українська | 99,05 %  |
| російська  | 0,95 %   |